# Baindt
Baindt – miejscowość i gmina w Niemczech, w kraju związkowym Badenia-Wirtembergia, w rejencji Tybinga, w regionie Bodensee-Oberschwaben, w powiecie Ravensburg, wchodzi w skład związku gmin Mittleres Schussental. Leży na północ od Baienfurtu.

## Historia
Pierwsze wzmianki o Baindt pojawiły się w 1240 wraz z wybudowanym tam klasztorem. Klasztor zburzono w 1802. Baindt gminą stało się w 1826, a obecne jej granice są identyczne jak w roku 1848.

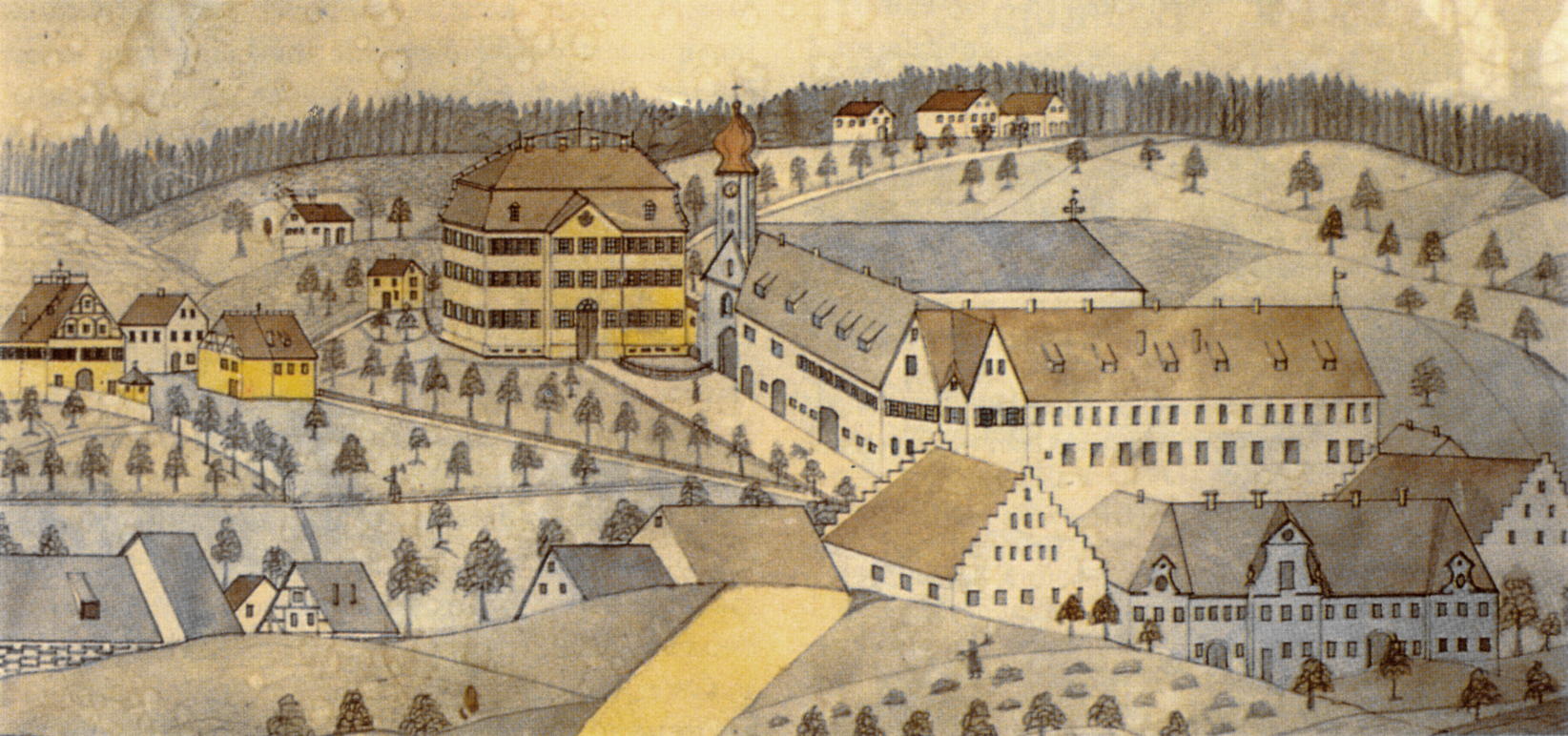
Klasztor, obraz wykonano w 1889, bazowany na innym obrazie

## Demografia
| Rok  | Liczba ludności |
| ---- | --------------- |
| 1871 | 643             |
| 1910 | 987             |
| 1939 | 1 079           |
| 1950 | 1 281           |
| 1970 | 2 562           |
| 2004 | 4 604           |
| 2006 | 4 804           |

## Transport

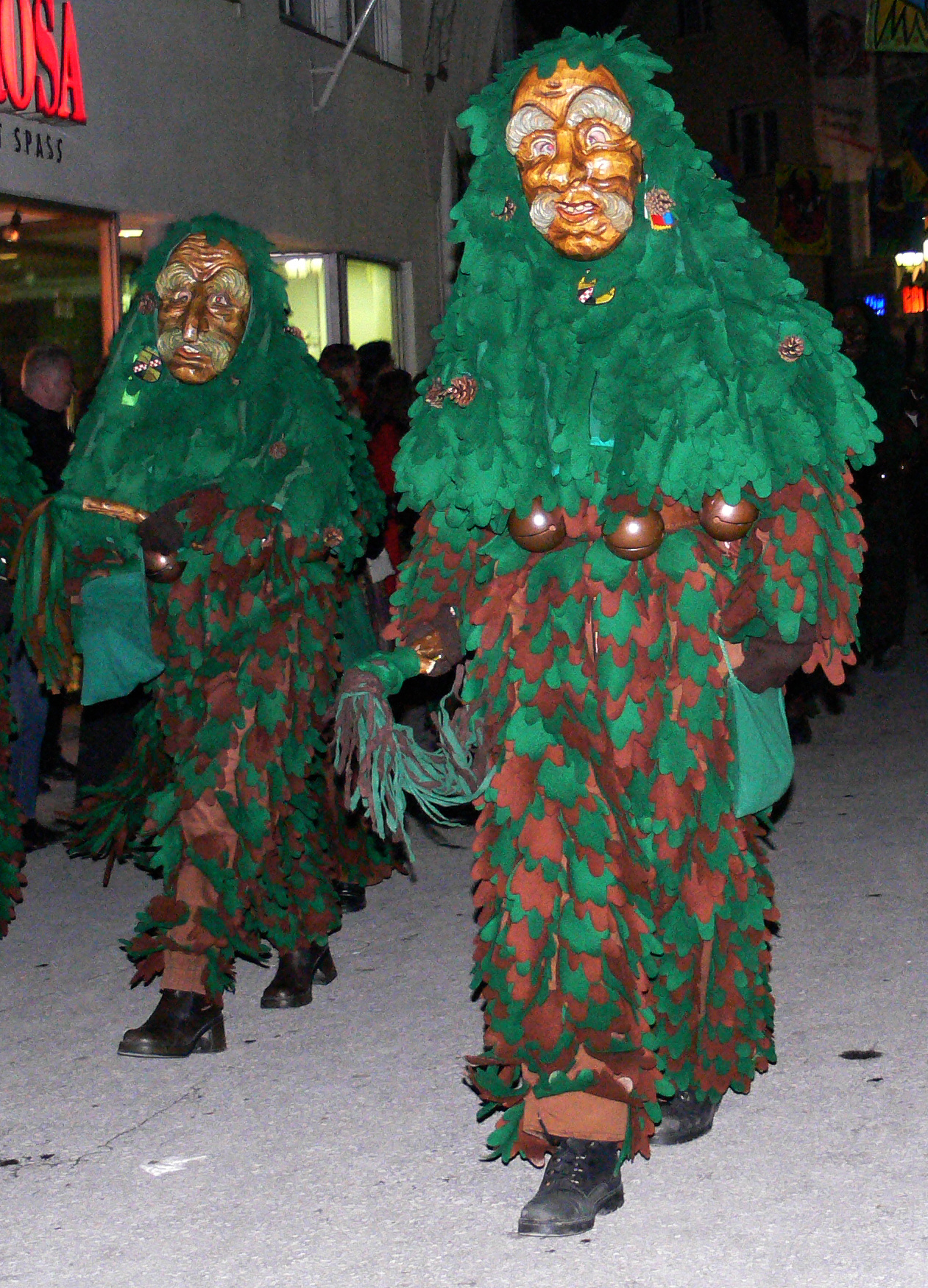
Narrenzunft Raspler

Gmina leży przy drodze krajowej B30. Rozwinięty jest transport autobusowy.

## Polityka
Wójtem gminy jest Elmar Buemann, w radzie gminy zasiada 14 radnych (9 FWV, 5 CDU).

## Kultura

### Zabytki
- kościół św. Jana (St. Johannes), budowany w latach 1240–1241

### Święta
- festyn uliczny Schwäbisch-alemannische Fastnacht który organizuje cech Narrenzunft Raspler
- całoroczne Święto Wina (Weinfest), rozpoczyna się w sierpniu kończy się zaś w lipcu